# Sikao
Sikao (em tailandês: อำเภอสิเกา) é um distrito da província de Trang, no sul da Tailândia. É um dos 10 distritos que compõem a província. Sua população, de acordo com dados de 2012, era de 35 841 habitantes, e sua área territorial é de 524 km².